# Volkswagen Jetta II
Para una vista general de todas las generaciones. Véase Volkswagen Jetta

## Segunda generación (1984-1992)

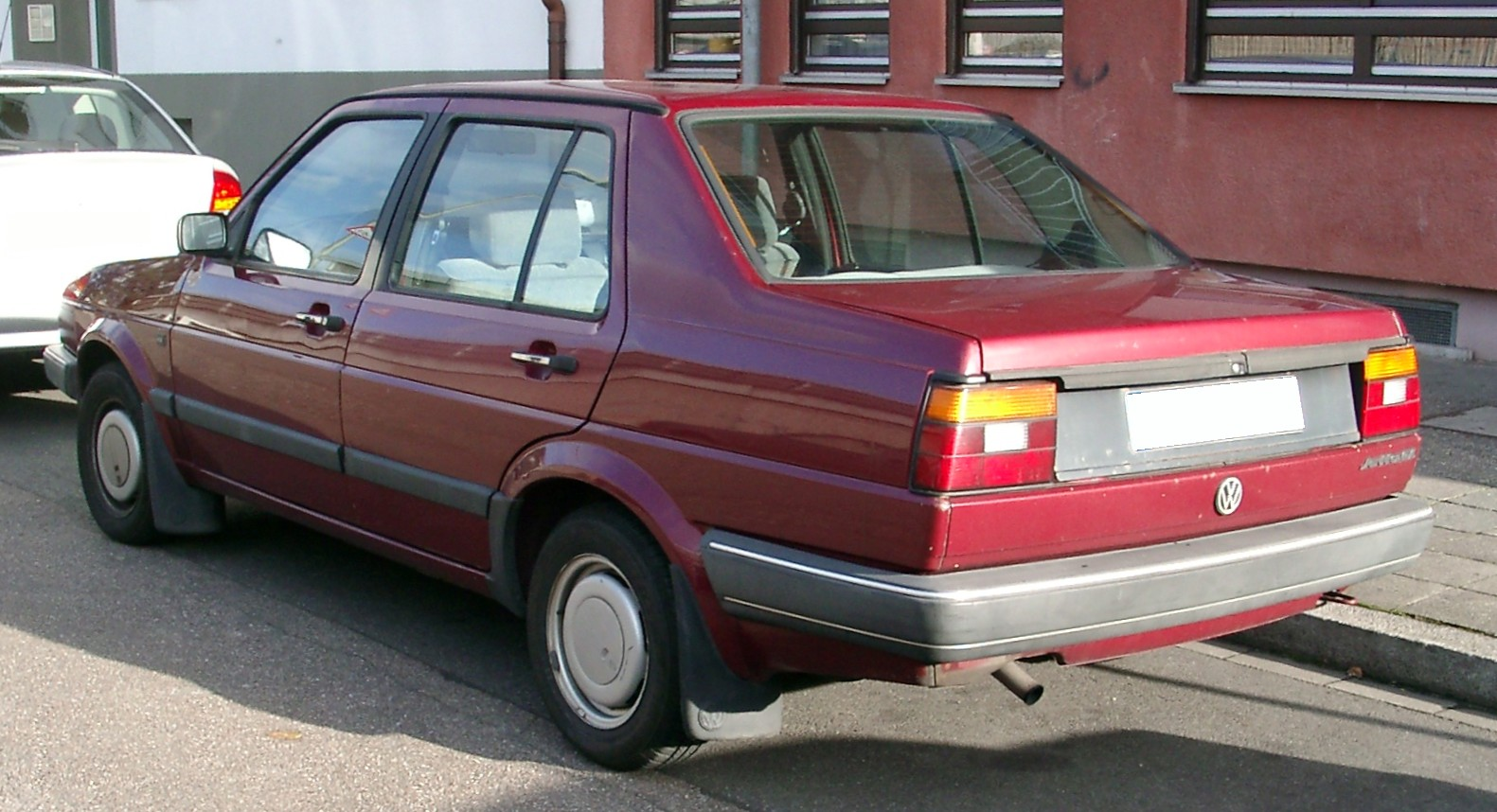
Volkswagen Jetta 1984-1992. Versión Alemana.

El Jetta II se presenta en Europa en marzo de 1984 (en ocasión del Salón del Automóvil de Ginebra), se lanzó en Estados Unidos a finales de ese año como modelo 1985, y en México en mayo de 1987, probando ser todo un éxito para Volkswagen. Obtuvo el título de ser el automóvil europeo más vendido en Estados Unidos, duplicando las ventas del Golf en aquel mercado. Al igual que la generación precedente, el Jetta II utilizó la plataforma del Golf II, en esta ocasión se hizo más grande, pesado y amplio, pudiendo llevar 5 pasajeros cómodamente. Sus dimensiones exteriores crecieron en casi todas direcciones: su longitud creció en 100 mm, la distancia entre ejes en 66 mm, y su ancho en 53 mm, únicamente la altura quedó invariable. Su aerodinámica mejoró considerablemente, con un Cx de 0.36. Su capacidad de maletero creció hasta los 660 L, poniéndose al nivel de algunos grandes sedanes estadounidenses, y su espacio interior creció en un 14%. Como en su primera generación, el Jetta estaba disponible con carrocerías Sedan 2 y 4 puertas. 
Los coches armados en Alemania Federal se ensamblaban en la nueva “Nave 54”. Esta contaba con un alto grado de robotización en un esfuerzo de mejorar la calidad de ensamble.
En cuanto a los comentarios de la prensa especializada, este coche recibió en general comentarios positivos destacando su gran estabilidad y espacio interior en comparación a la primera generación. Algunos, incluso lo llegaron a calificar como una alternativa menos costosa a los BMW o Audi.

### Motorizaciones
| Motores de gasolina            | Motores de gasolina  | Motores de gasolina                     | Motores de gasolina             | Motores de gasolina             | Motores de gasolina  | Motores de gasolina             | Motores de gasolina  | Motores de gasolina                     | Motores de gasolina                      | Motores de gasolina         | Motores de gasolina                      | Motores de gasolina         | Motores de gasolina                      | Motores de gasolina          | Motores de gasolina                       | Motores de gasolina | Motores de gasolina | Motores de gasolina | Motores de gasolina |           |
|                                | 1.3                  | 1.3                                     | 1.6                             | 1.6                             | 1.6                  | 1.8                             | 1.8                  | 1.8                                     | 1.8 Syncro                               | 1.8 (GT)                    | 1.8 (GT)                                 | 1.8 (GT)                    | 1.8 (GT)                                 | 1.8 16V (GT)                 | 1.8 16V (GT)                              |                     |                     |                     |                     |           |
| ------------------------------ | -------------------- | --------------------------------------- | ------------------------------- | ------------------------------- | -------------------- | ------------------------------- | -------------------- | --------------------------------------- | ---------------------------------------- | --------------------------- | ---------------------------------------- | --------------------------- | ---------------------------------------- | ---------------------------- | ----------------------------------------- | ------------------- | ------------------- | ------------------- | ------------------- | --------- |
| Periodo                        | 1983-1992            | 1985-1992                               | 1985-1992                       | 1986-1991                       | 1983-1992            | 1986-1990                       | 1983-1991            | 1986-1991                               | 1988-1991                                | 1984-1987                   | 1984-1987                                | 1987-1991                   | 1987-1991                                | 1986-1991                    | 1986-1991                                 |                     |                     |                     |                     |           |
| Identificación del motor       | HK/MH/2G             | NZ                                      | PN                              | RF                              | EZ/ABN               | RH                              | GU                   | RP                                      | 1P                                       | EV                          | RD                                       | PB                          | PF                                       | KR                           | PL                                        |                     |                     |                     |                     |           |
| Tipo de motor                  | L4 8v, carburación   | L4 8v, inyección monopunto, catalizador | L4 8v, carburación, catalizador | L4 8v, carburación, catalizador | L4 8v, carburación   | L4 8v, carburación, catalizador | L4 8v, carburación   | L4 8v, inyección monopunto, catalizador | L4 8v, inyección multipunto, catalizador | L4 8v, inyección multipunto | L4 8v, inyección multipunto, catalizador | L4 8v, inyección multipunto | L4 8v, inyección multipunto, catalizador | L4 16v, inyección multipunto | L4 16v, inyección multipunto, catalizador |                     |                     |                     |                     |           |
| Diámetro x carrera             | 75.0 mm x 72.0 mm    | 75.0 mm x 72.0 mm                       | 81.0 mm x 77.4 mm               | 81.0 mm x 77.4 mm               | 81.0 mm x 77.4 mm    | 81.00 mm x 86.4 mm              | 81.00 mm x 86.4 mm   | 81.00 mm x 86.4 mm                      | 81.00 mm x 86.4 mm                       | 81.00 mm x 86.4 mm          | 81.00 mm x 86.4 mm                       | 81.00 mm x 86.4 mm          | 81.00 mm x 86.4 mm                       | 81.00 mm x 86.4 mm           | 81.00 mm x 86.4 mm                        |                     |                     |                     |                     |           |
| Cilindrada                     | 1272 cm³             | 1272 cm³                                | 1595 cm³                        | 1595 cm³                        | 1595 cm³             | 1781 cm³                        | 1781 cm³             | 1781 cm³                                | 1781 cm³                                 | 1781 cm³                    | 1781 cm³                                 | 1781 cm³                    | 1781 cm³                                 | 1781 cm³                     | 1781 cm³                                  |                     |                     |                     |                     |           |
| Relación de compresión         | 9.5: 1               | 9.5: 1                                  | 10.0: 1                         | 10.0: 1                         | 9.0: 1               | 10.0: 1                         | 10.0: 1              | 10.0: 1                                 | 10.0: 1                                  | 10.0: 1                     | 10.0: 1                                  | 10.0: 1                     | 10.0: 1                                  | 10.0: 1                      | 10.0: 1                                   |                     |                     |                     |                     |           |
| Potencia máxima: CV (kW) @ rpm | 55 CV (40 kW) @ 5200 | 55 CV (40 kW) @ 5200                    | 70 CV (51 kW) @ 5200            | 72 CV (53 kW) @ 5200            | 75 CV (55 kW) @ 5000 | 84 CV (62 kW) @ 5000            | 90 CV (66 kW) @ 5200 | 90 CV (66 kW) @ 5000                    | 98 CV (72 kW) @ 5400                     | 112 CV (82 kW) @ 5500       | 107 CV (79 kW) @ 5250                    | 112 CV (82 kW) @ 5400       | 107 CV (79 kW) @ 5400                    | 140 CV (102 kW) @ 6100       | 129 CV (95 kW) @ 5800                     |                     |                     |                     |                     |           |
| Par máximo: Nm @ rpm           | 96 Nm @ 3400         | 97 Nm @ 3000                            | 118 Nm @ 2700                   | 120 Nm @ 2700                   | 125 Nm @ 2500        | 142 Nm @ 300                    | 145 Nm @ 3000        | 142 Nm @ 3000                           | 143 Nm @ 3000                            | 157 Nm @ 4000               | 154 Nm @ 3800                            | 159 Nm @ 4000               | 157 Nm @ 3800                            | 168 Nm @ 4600                | 168 Nm @ 4250                             |                     |                     |                     |                     |           |
| Tracción                       | Delantera            | Delantera                               | Delantera                       | Delantera                       | Delantera            | Delantera                       | Delantera            | Delantera                               | Delantera                                | Delantera                   | Delantera                                | Delantera                   | Delantera                                | Delantera                    | Delantera                                 | Delantera           | Delantera           | Delantera           | Delantera           | Delantera |

| Periodo                        | 1983-1992             | 1983-1991             | 1989-1991                 |           |           |           |           |           |
| Identificación del motor       | JP/ME                 | JR/MF                 | RA/SB                     |           |           |           |           |           |
| Tipo de motor                  | L4 8v                 | L4 8v, turbo          | L4 8v, turbo, intercooler |           |           |           |           |           |
| Diámetro x carrera             | 76.5 mm x 86.4 mm     | 76.5 mm x 86.4 mm     | 76.5 mm x 86.4 mm         |           |           |           |           |           |
| Cilindrada                     | 1588 cm³              | 1588 cm³              | 1588 cm³                  |           |           |           |           |           |
| Relación de compresión         | 23.0: 1               | 23.0: 1               | 23.0: 1                   |           |           |           |           |           |
| Potencia máxima: CV (kW) @ rpm | 54 CV (40 kW) @ 4800  | 70 CV (51 kW) @ 4500  | 80 CV (59 kW) @ 4500      |           |           |           |           |           |
| Par máximo: Nm @ rpm           | 100 Nm @ 2300-2900    | 133 Nm @ 2500-2900    | 155 Nm @ 2500-3000        |           |           |           |           |           |
| Tracción                       | Delantera             | Delantera             | Delantera                 | Delantera | Delantera | Delantera | Delantera | Delantera |
| Transmisión                    | Manual, 5 velocidades | Manual, 5 velocidades | Manual, 5 velocidades     |           |           |           |           |           |

### México (1987-1992)
El Volkswagen Jetta de segunda generación se presenta en México en mayo de 1987 para suceder al exitoso Atlantic, en dos variantes de equipo con carrocería de 4 puertas únicamente. La primera es el Jetta LX con un motor 1.8 L y 75 CV y transmisión manual de 4 velocidades, vestiduras de tela, rines de acero con tapones centrales cromados (similares a los de los Golf/Jetta de primera generación y pre-equipo para radio (bocinas, cableado y antena), mientras que la segunda es el Jetta GX con motor 1.8 L y 90 CV con transmisión manual de 5 velocidades o automática de 3 opcional, vestiduras de velour, cabeceras traseras, vidrios polarizados, cierre centralizado, elevadores de cristales eléctricos, molduras exteriores, defensas con acentos cromados, rines de acero con tapones centrales de plástico (tipo generación II), dirección hidráulica, y aire acondicionado opcional. En 1988, el Jetta recibe los cambios del mercado europeo (se suprimen las aletas delanteras, y aparecen una nueva parrilla, molduras laterales y espejos exteriores, sin embargo los emblemas son los mismos cambiando para 1989), aparece la carrocería de 2 puertas, asimismo, aparece una nueva versión austera, el Jetta CX. A mediados de año aparece la variante de lujo Jetta Carat que presenta molduras de cristales cromadas, tablero con tacómetro y computadora de viaje (MFA), radio AM/FM stereo casete, y vestiduras de asientos en piel negra. La función de esta versión es la de cubrir el nicho de tope de la gama ya que el Corsar estaba por dejar de producirse. A finales de ese año, arranca la producción en Volkswagen de México de las variantes de Golf y Jetta para su exportación a los mercados norteamericano y canadiense.
En 1989 el Jetta CX es rebautizado como Jetta Base, mientras que el Jetta GX cambia su nombre por el de Jetta GL desapareciendo de la línea el Jetta LX. Aparece en escena la versión Jetta GLI Carat que se caracteriza por compartir el motor (1.8 l, inyección Digifant 100 CV) con el nuevo Golf GTI, y las versiones de exportación. Esta nueva variante se presenta con transmisión manual de 5 velocidades, tacómetro y computadora (MFA), asientos deportivos con vestiduras de tela con piel, rines de aluminio de 14” como equipo de serie. En 1990 el Jetta recibe la nueva defensa integral al color de la carrocería (excepto en la versión Base, ) y aparece la versión especial Jetta Jubileo basada en el Jetta Base, caracterizada por su pintura azul claro metálico y su vestidura en tela azul. Para el modelo 1991 (y en mucho menor medida 1992), se comercializó el Jetta GL, llamado popularmente "Jetta FBU" que eran autos de exportación para los Estados Unidos y Canadá. Esta versión incorporaba cinturones de seguridad retráctiles colocados en el marco de la puerta, para la parte del tórax y para las piernas otro cinturón retráctil que salía del costado colocado en las puertas delanteras para la cadera, quemacocos manual, motor 1.8 L con inyección electrónica de combustible y 100 CV, rines de acero o aluminio 14 X 6, entre otros. Debido a la caída de las ventas en el mercado estadounidense, un alto número de unidades se destinan para su venta en México. Para marzo de 1992 (coincidiendo con la introducción de la tercera generación del Golf), son descontinuadas la mayoría de las versiones, dejando únicamente disponible el "Jetta GL" que pierde el equipo eléctrico y sus cabeceras traseras, llamándose entre los distribuidores “Jetta Unificado”. A finales de 1992, el Jetta es reemplazado por el Volkswagen Vento, compartiendo con Estados Unidos, Canadá y Sudáfrica el hecho de seguirlo llamando "Volkswagen Jetta".

### China (1991-2013)
Esta segunda generación del Jetta se continuó fabricando en China desde 1991 hasta 2013 principalmente por su bajo costo, el modelo fue recibiendo restyling para mantenerlo al día, el primero en 1998 y paso comercializarse como Volkswagen Jetta King por FAW-Volkswagen, una empresa conjunta que incluye la compañía de autos de China; First Automobile Works (FAW) y el Grupo Volkswagen, creando FAW-Volkswagen Automotive Company, informalmente abreviado FAW-VW. luego le llegaría un segundo rediseño en 2004 y por último recibe un tercer lavado de cara en 2010 donde el modelo paso a comercializarse como Jetta Pionier este último lavado de cara fue sustituido en 2013 por una nueva generación exclusiva para el mercado chino denominado Volkswagen Jetta Night. 

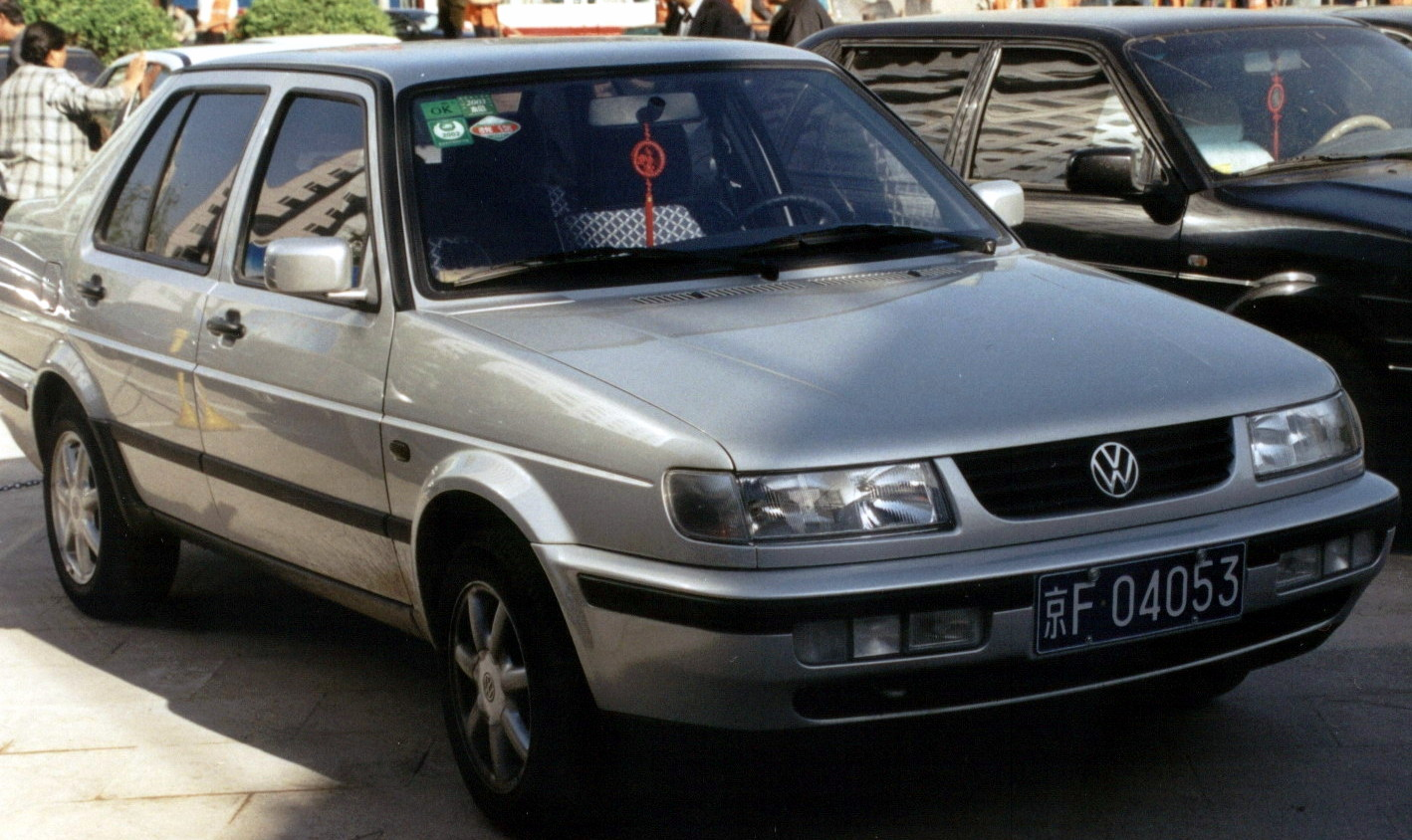
Volkswagen Jetta King (China) de 1998
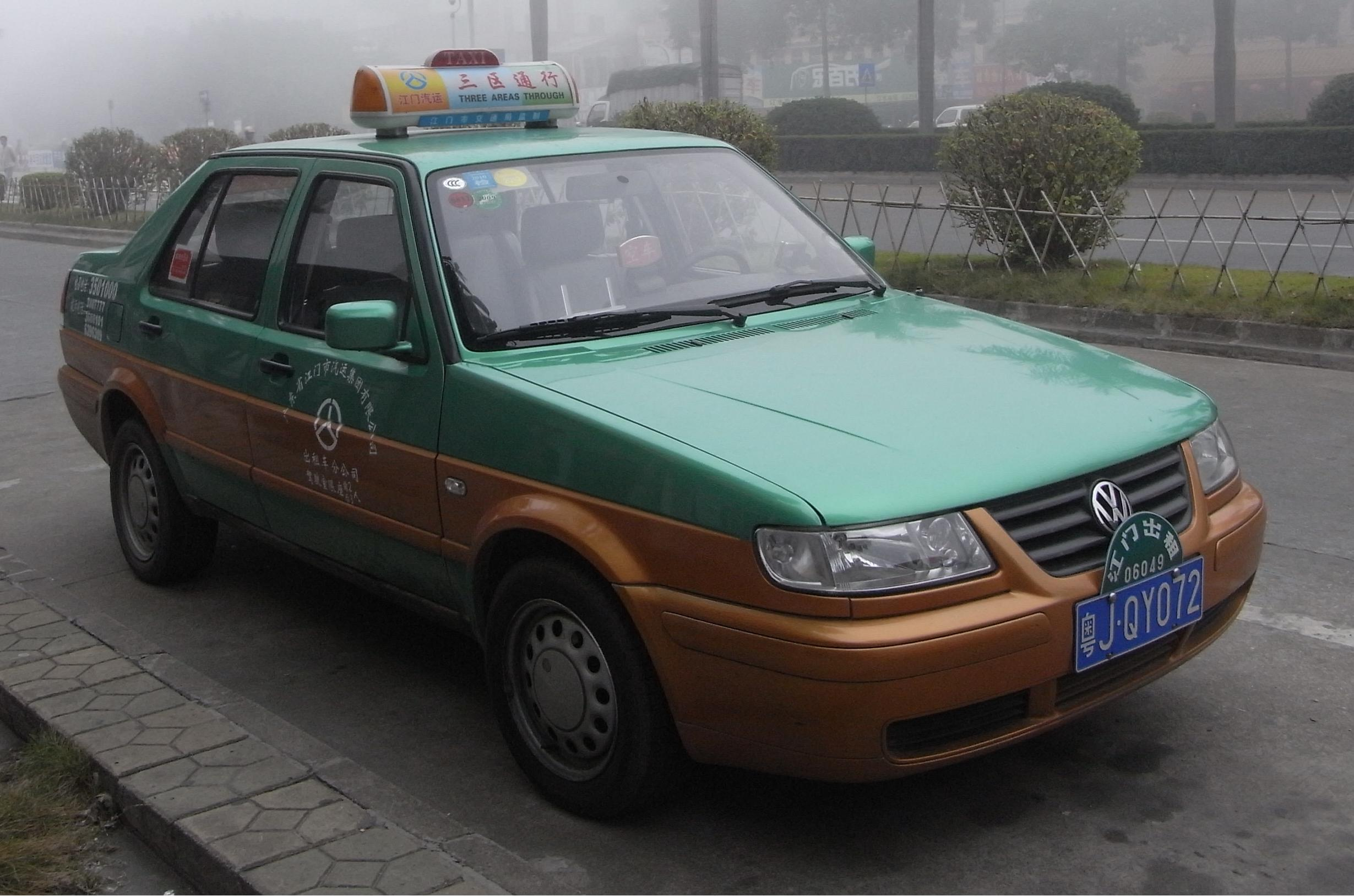
Volkswagen Jetta King (China) de 2004
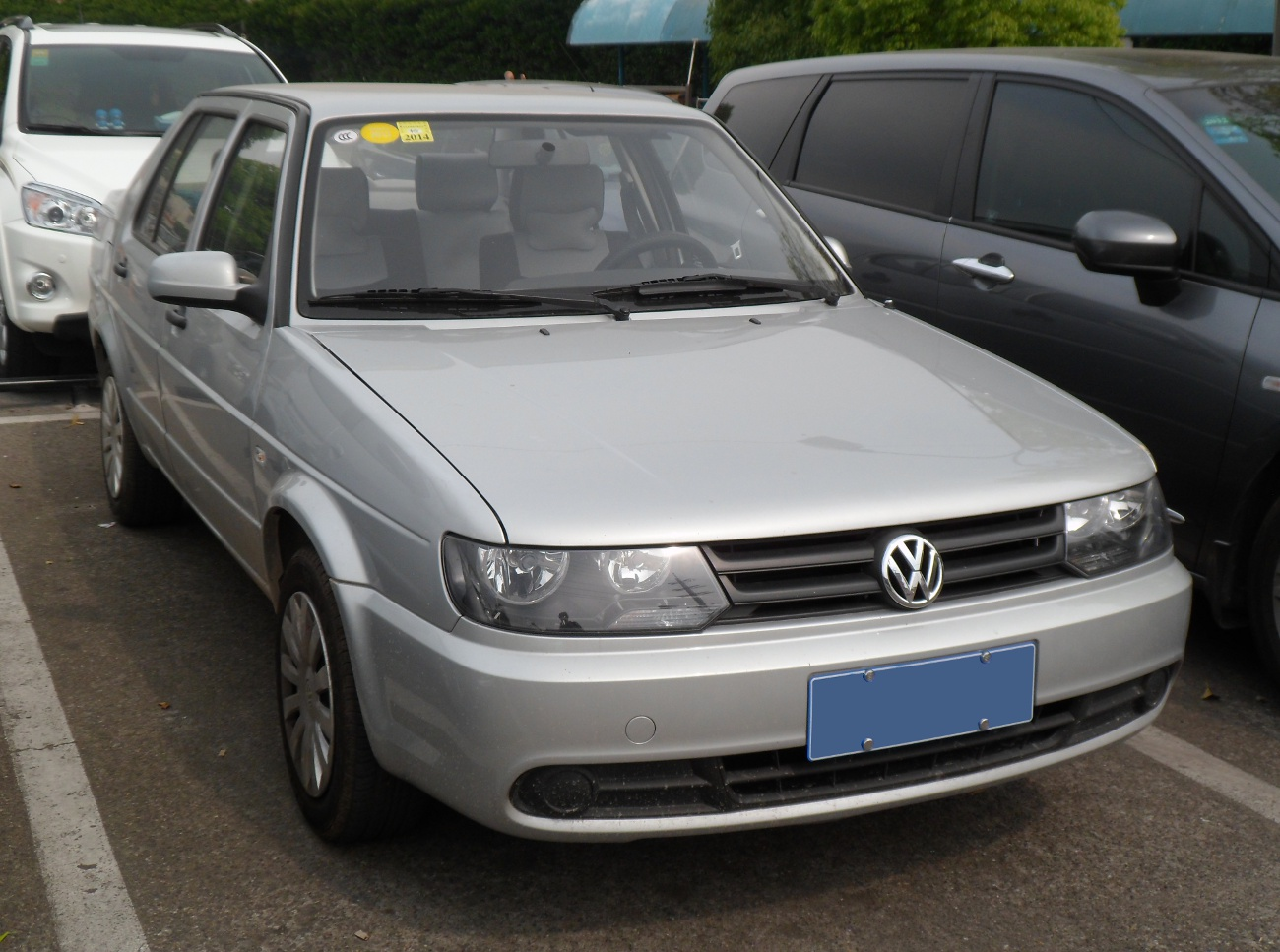
Volkswagen Jetta Pionier (China) de 2010